# Ołeksandr Czepeluk
Ołeksandr Ihorowycz Czepeluk, ukr. Олександр Ігорович Чепелюк (ur. 5 września 1997 w Łucku) – ukraiński piłkarz, grający na pozycji pomocnika.

## Kariera piłkarska

### Kariera klubowa
Wychowanek klubu Wołyń Łuck, barwy którego bronił w juniorskich mistrzostwach Ukrainy (DJuFL). 20 sierpnia 2014 rozpoczął karierę piłkarską w drużynie juniorskiej Wołyni Łuck, a 29 listopada 2015 debiutował w Premier-lidze. 4 sierpnia 2017 przeszedł do Ruchu Winniki.